# Kenji Furuya
Pour les articles homonymes, voir Furuya.
Kenji Furuya (降谷 建志, Furuya Kenji, surnommé Kj), né le 9 février 1979 à Tokyo est un parolier, chanteur et guitariste japonais.

## Biographie
Leader charismatique des Dragon Ash, où il est parolier, chanteur et guitariste, il a su donner l'impulsion à son groupe pour que celui-ci atteigne le haut de l'affiche. Sa cote de popularité a rapidement monté en flèche auprès du public japonais après le succès des deux albums Viva la Revolution et Lily of da Valley. Il a même formé un autre groupe parallèlement à Dragon Ash : Steady & Co en compagnie de DJ Bots, de Ilmari du groupe Rip Slyme et de Shigeo du groupe SBK.

## Carrière solo
Depuis 2015 il entame une carrière solo, son single Swallow Dive est disponible sur iTunes depuis le 16 mars 2015, son premier single officiel nommée Stairway est sorti le 20 mai au Japon et son premier album Everything Becomes The Music est sorti le 17 juin 2015.

## Vie privée
Il est marié depuis juin 2008 avec l'actrice top model Megumi Yamano.

## Discographie

### Singles
- 2015 : Swallow Dive
- 2015 : Stairway
- 2015 : Prom Night

## AvecDragon Ash

### Albums
- 1997 : Mustang!
- 1998 : Buzz Songs
- 1999 : Viva la Revolution
- 2001 : Lily of da Valley
- 2003 : Harvest
- 2005 : Río de Emoción
- 2007 : Independiente
- 2009 : Freedom
- 2010 : Mixture
- 2014 : The Faces

### EPs
- 1997 : The Day Dragged On
- 1997 : Public Garden

### Compilations
- 2007 : The Best Of Dragon Ash With Changes Vol.1
- 2007 : The Best Of Dragon Ash With Changes Vol.2
- 2012 : Loud & Peace

### Singles
- 1997 : Rainy Day And Day
- 1998 : Hi Wa Mata Noborikuri Kaesu
- 1998 : Under Age's Song
- 1999 : Let Yourself Go, Let Myself Go
- 1999 : Grateful Days
- 1999 : I Love Hip Hop
- 2000 : Deep Impact
- 2000 : Summer Tribe
- 2000 : Lily's E.P.
- 2002 : Life Goes On
- 2002 : Fantasista
- 2003 : Morrow
- 2004 : Shade
- 2005 : Crush the Window
- 2005 : Yuunagi Union
- 2006 : Ivory
- 2006 : Few Lights Till Night
- 2006 : Yume de Aetara
- 2008 : Velvet Touch
- 2008 : Tsunagari Sunset
- 2009 : Unmei Kyodotai
- 2009 : CALLIN'
- 2012 : Run to the Sun/Walk with Dreams
- 2013 : Here I Am
- 2013 : Lily